# Monnina sylvatica
Monnina sylvatica är en jungfrulinsväxtart som beskrevs av Cham. Schlecht.. Monnina sylvatica ingår i släktet Monnina och familjen jungfrulinsväxter. Inga underarter finns listade i Catalogue of Life.